# Vescomtat de Marsella

Escut dels vescomtes de Marsella

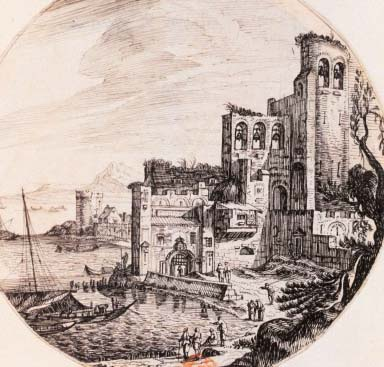
La Major de Marsella

El vescomtat de Marsella fou una jurisdicció feudal de Provença a la regió de la ciutat de Marsella.
L'origen de la família vescomtal es remunta a la meitat del segle X amb Arlulf de Marsella. El darrer vescomte amb poder a Marsella, Roncelí o Rosselí, que era monjo i va deixar el claustre dues vegades, va morir el 1216.

## Orígens
Arlulf de Marsella fou el primer ancestre conegut, a qui s'esmenta en les donacions de terres fiscals i drets públics de la vall de Trets de les que posseïa el benefici vers el 950 per concessió del rei Conrad III de Borgonya (937-993). Segons l'historiador Jean-Pierre Poly, la major part de les terres fiscals marselleses haurien estat cedides a Arlulf de Vienne, fill de Thibert, vers els anys 948-952. Els dominis fiscals eren immensos, unes 60.000 hectàrees, superant els límits del país de Trets. Arlulf va rebre no solament la curtis, sinó també l'exercici i el profit de tots els drets públics annexos, és a dir la senyoria banal. Segons la hipòtesi de Georges de Manteyer adoptada per Poly, Arlulf seria el net del comte Teutebert o Thibert, que havia administrat el regne de Provença per compte de Lluís III el Cec vers 890-908; pertanyia per tant a l'aristocracia franca instal·lada al baix Roine a l'època carolingia i més probablement a la que era originària del Vienès (Viennois) vinguda amb Hug d'Arle que es va saber alliberar de l'aristocràcia bosònida i havia fet arrels a Provença a la mort d'Hug i l'absència i desgràcia del seu nebot l'arquebisbe Manassès d'Arle.
Arlulf va morir vers el 965. No és clar si va deixar fills (dos o tres) o una filla. Honorat (que fou bisbe de Marsella vers 948 o 949, que va morir vers 976 o 977); Aicard; i Guillem que fou vescomte són considerats els seus fills, però una altra teoria li dona només la filla Bililda i Guillem seria el seu gendre. Guillem I fou vescomte vers 965 però es va fer monjo vers 972 fins a la seva mort que s'hauria produït després del 15 d'octubre de 1004 o 1005 quan feia encara una donació a Sant Víctor. Estava casat en primeres noces amb Belieldis o Bililda i en segones amb Ermengarda i va tenir segons una teoria, sis fills (Arluf, Pons, Guillem II, Aicard, Bililda, Folc i Austruda). Bililda era l'enllaç de la família d'Arlulf amb la de Pons, l'altra principal senyro de la regió (tot i el nom romà Pons derivat de Pontius era amb seguretat d'origen germànic).
La figura de Pons I és incerta. Un els fan el fill de Guillem i Bililda i altres el pare de Bililda. Els anys que va exercir lliguen més amb la primera possibilitat. Fou vescomte vers 972, i podria haver estat bisbe de Marsella des del 6 de març del 977 al 1008 (on va succeir a Honorat que en la primera hipòtesi seria el seu oncle) i va abdicar per esdevenir monjo a Sant Víctor on va restar fins a la seva mort el 30 de març del 1015 però cronològicament això presenta dificultats i el bisbe i monjo seria el fill de Guillem i el vescomte seria l'avi (com a regent del jove Guillem II?). Com a vescomte va entrar el seu germà (net en la segona hipòtesi) Guillem II mort el 14 de maig de 1050. El quadre més avall detalla les dues teories. Els darrers anys del segle X havien vist una lluita entre els "borgonyons" és a dir les famílies que venien del nord com la mateixa família vescomtal, i les famílies locals; entre els primers els Châteaurenard i els Agoult qui es proclamen sàlics, els Sabran, els Reillane i els Lacoste que rebutjaven els vells noms senatorials; i entre els locals els Mévouillon o els Castellane. Només una cinquena part dels noms de les grans famílies va restar galoromà entre 950 i 1020 i foren portats per quatre famílies que rebutjaven als borgonyons.

## Els vescomtes de Marsella

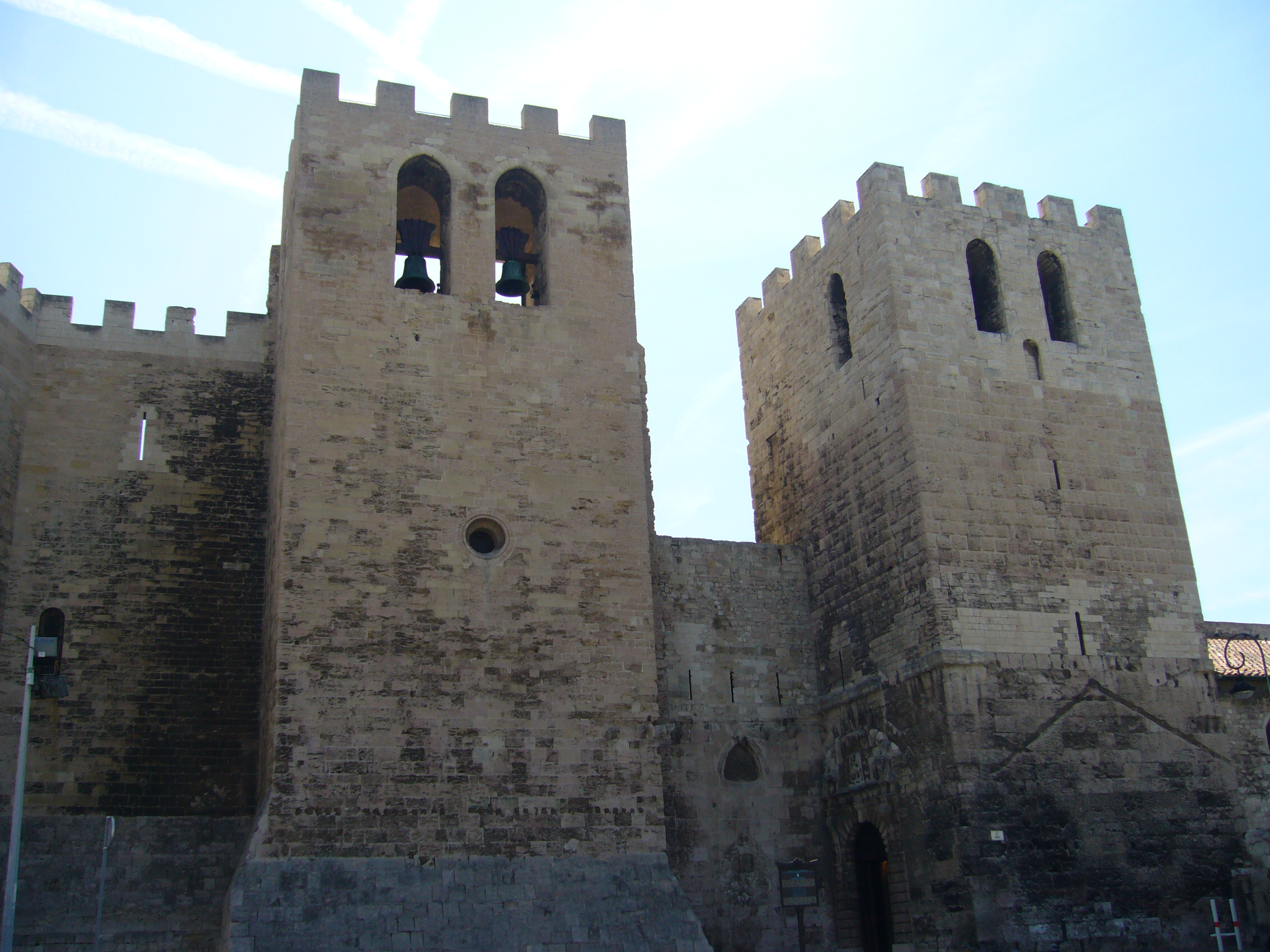
L'abadia de Sant Víctor de Marsella

Simples senyors de Marsella i de Trets abans del 977, els vescomtes van aconseguir sostreure's a la dominació dels comtes i van formar una mena de sobirania ame de souveraineté. Només estaven subjectes a un petit servei envers els comtes i pretenien tenir el vescomtat per la gràcia de Déu i no dependre dels comtes de Provence. A més de dominar el comerç de la sal i disposar d'homes armats a peu i a cavall, els fills de la nissaga ocupaven el càrrec de bisbes; els bisbes tenien la senyoria de la vila superior i els vescomtes de la inferior; els drets dominicals a la resta del districte (el litoral anava des de Gos a la desembocadura del riu Argens prop de Frejus, la vall de l'Huveaune i el país a la riba orienta de l'estant de Berre). La ciutat de Marsella tenia tres parts: l'abacial, l'episcopal i la vescomtal, estant la primera sota senyoria de la poderosa abadia de Sant Víctor de Marsella amb immenses possessions fins i tot a la moderna Catalunya i a llocs d'Italia; la vila episcopal depenia del bisbe i estava flanquejada de torres pel que era anomenada villa turrium; la part vescomtal va tenir diverses construccions militars importants i fou rodejada de poderoses i sòlides muralles.

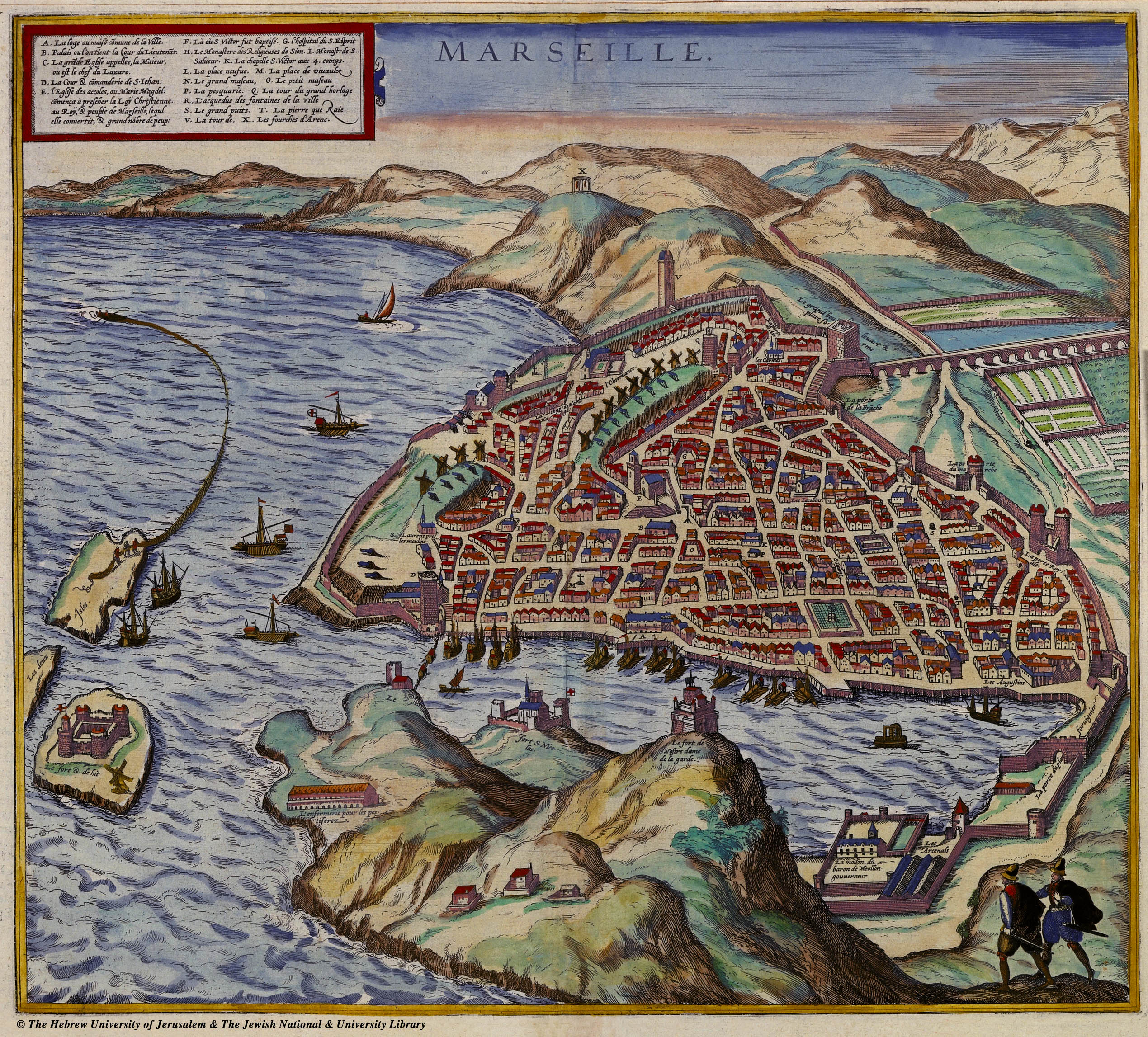
Marsella el 1575.

Els vescomtes eren en teoria lloctinents dels comtes de Provença a diversos llocs. N'hi havia a Sisteron, a Frejus, a Avinó i altres territoris que per la seva situació podien necessitar la presència d'oficials que controlessin el territori; quan el comtat de Provença va ser independent no va gosar disputar la sobirania de part de la ciutat als vescomtes i va haver de recoèixer la transmissió hereditària a condició de retre homenatge. Així inicialment els vescomtes foren vassalls dels comtes d'Arle des de 1038. Marsella fou doncs un vescomtat hereditari a diferència d'altres on bé per extinció de la nissaga o perquè els bisbes havien acaparat el poder, els vescomtats com a sobirania van desaparèixer. Però a Marsella els vescomtes conserven el control de la senyoria. La seva genealogia és complexa. Antoine de Ruffi va fer un intent d'establir una genealogia però les seves taules porten a grans problemes.
La partició dels dominis pels vescomtes annul·lara el seu poder progressivament; totes les branques adoptaven el títol de vescomte i encunyaven moneda. per contra l'abadia de Sant Víctor augmentava el seu poder. El consell municipal de la ciutat es va fer respectar i va estendre les seves prerrogatives sent el representant dels interessos del poble; el consell tendia a enderrocar als senyors. Finalment els vescomtes foren apartats dels afers públics pel consell municipal, conservant només alguns drets dominicals. Els vescomtes podien permetre a la marina de l'Orde del Temple i de Sant Joan de Jersusalem de frequentar el port. També van concedir grans privilegis a l'església. Roncelí de Marsella li va donar a l'església trente mil sols reials coronats i la sisena part de Château-Babon, amb tots els drets que hi tenia (censos, edificis, jurisdiccions); també va concedir als canonges la facultat d'adquirir béns al districte; els vescomtes es retiraven durant la quaresma un a l'abadia de Sant Víctor i l'altre a la Catedral de la Major.

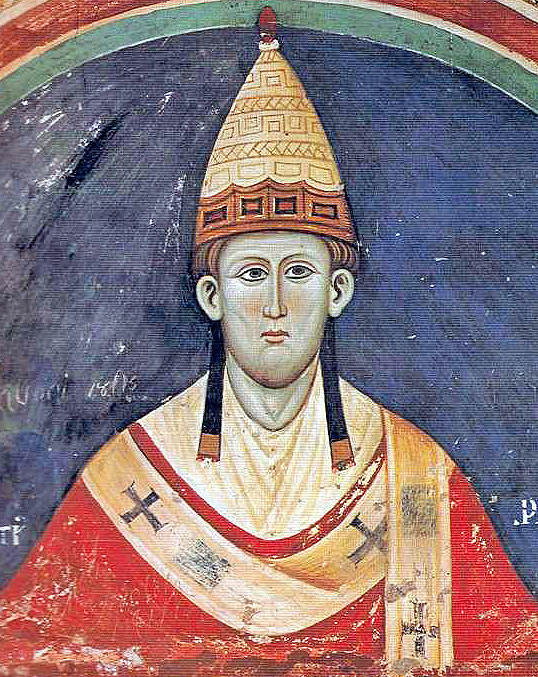
Innocenci III excomunica a Roncelí de Marsella

Rosselí o Roncelí fou el vescomte més famós si bé deu la seva fama als escàndols. Després de contreure grans deutes es va fer monjo a l'abadia de Sant Víctor de Marsella, però va sortir del claustre per casar-se amb la seva neboda Adalàsia a la que després va abandonar, sent excomunicat per Innocenci III, i retornant llavors al monestir fent penitència i va anar a Roma per rebre l'absolució del Papa. Però els seus creditors, poc convençuts de la seva conversió i amoïnats pel cobrament, van aconseguir que fos reintegrat en l'administració del vescomtat del qual els ingressos cobrien el deute; esdevingut altre cop laic va repartir les seves terres entre els seus parents Hug IV dels Baus i Gerard Ademar. Va vendre l'abadia de Sant Víctor de Marsella, el castell de Sant Julhan, una part del port (comprat pel gentilhome local Guillem Anselm), i va donar al monestir tot el que posseïa a la ciutat vescomtal i la sisena part de la senyoria del port i només es va reservar els drets de les torres de Château-Babon, perquè aquest castell era del domini del bisbe. Gerard Ademar era el darrer obstacle a la independència de Marsella, però res l'obligava a renunciar als seus drets de sobirania comprats al vescomte, tenia una gran fortuna i un gran orgull i no volia humiliar el seu escut davant la burguesia de Marsella; va resistir encoratjat per la seva dona, fent orelles sordes a totes les peticions i insensible a totes les amenaces.
Finalment, irritada la població, va recórrer a la violència. Un tumult va expulsar de la ciutat al senyor que va perdre en aquesta batalla els avantatges que se li havien ofert per una cessió voluntària de drets encara que el consell municipal va pagar a l'expulsat cinc mil sous reials coronats i li va assegurar una pensió anual de 100 lliures a pagar el dia de Sant Andreu. Marsella es va alliberar així de la jurisdicció senyorial i va esdevenir república (1214).
Roncelí va aixecar una columna per fixar els límits entre la comuna i l'abadia però els marsellesos la van derrotar; per destruir tot senyal del domini senyorial el palau vescomtal fou arrasat (un terç pertanyia al monestir).

## Genealogia de la família vescomtal (hipòtesi 1)
```
Teutebert
 o Thibert vers 
890
-
908
;
|
| → Fill
|
| → 
 
Arlulf de Marsella
 vers 950-965
|
| → Honorat de Marsella, bisbe de Marsella 949-977
| 
| → Aicard
|
| → 
Guillem I de Marsella
 (vers 965-972)
x (1) Bililda 
|
| → Arlulf
| → Pons
| → 
Guillem II de Marsella
 (vers 
977
-
1031

| x 1) Aiscelina; i 2) Estefania
| → Aicard
| → Folc 
| → Bililda
```

- En la hipòtesi 2, Arlulf de Marsella (vers 920-964), primer senyor de Marsella i de Trets, fou el pare de: 
  - Belielda de Marsella casada amb Guillem I de Marsella
  -  Aicard que hauria rebut el 988 un important domini, identificat amb Saint-Zacharie, al final de la vall de l'Huveaune, al sud de Trets.

## Genealogia de la família vescomtal (hipòtesi 2)
```
Leibulf de Provença
 (vers 
750
-
835
)
x 
Odda
 ?
|
| → 
Leibulf dels Baus
 (meitat del segle IX.
[
12
]

x ??
|
| → 
 Pons d'Arles
 (finals del segle X)
x 
Blismodis de Mâcon

|
| → Humbert, Bisbe de Vaison-la-Romaine (
890
-
933
)
|
| → 
Ison d'Arles
 (vers 
890
-
942
),
x Princesse ? 
de Benevent

|
| → Lambert Ursus senyor de 
Reillanne

| x Galburga de Benevent
| |
| | → Senyors de 
Reillanne

|
| → 
Pons I de Marsella
 (vers 
910
-
979
), anomenat Pons Major
x (1) 
Judit de Bretanya
, filla d'
Alan II de Bretanya

|
| → 
Honorat de Marsella
 (vers 
930
-
978
), Bisbe de Marsella
|
| → 
Guillem I de Marsella
 (vers 
935
-
1004
)
| x 
Bellilda
, fille d'
Arlulf de Marseille

| |
| | → 
Vescomtes de Marsella

| 
x (2) 
Belletruda

|
| → (possible) 
Pons de Fos
 (vers 
945
-
1025
)
x Profecta de Marignane
|
| → Senyors de 
Fos

|
| → (possible) 
Hug dels Baux
 (
981
-
1060
)
```

- Pons I de Marsella (vers 910-979), segon senyor de Marsella i de Trets
  - Guillem I de Marseille (vers 935-1004), que segueix
  - Honorat o Honoratus, bisbe de Marsella de 949 a 977.
  - Pons de Fos, suposats ancestres dels senyors de Fos i dels Baus.[13]

### Continuació
```
Guillem I de Marsella
 (vers 
935
-
1004
) vescomte vers 977-1004
x vers 
950
 
Belilda
, filla d'
Arlulf de Marsella

|
| →
Pons I de Marsella
 (vers 
950
-
1015
), 
bisbe de Marsella
 del 
977
 al 
1008
 (+1015)
|
| →
Guillem II de Marsella
 (vers 
952
-
1031
) vescomte 
| x el 
1019
 
Estebaneta de Forcalquier

|
| → 
Pere anomenat Saumade
, tronc dels senyors de 
Solliès

| x 
Odoara Túcia
 
|
| → 
Estebaneta de Marsella
 (Estefania Dolça)
| x 
Jofre I de Provença

| |
| | → 
Bertran II de Provença

| |
| | → Gerberga de Provença
| x 
Ramon IV de Tolosa

|
x el 
999
 
Acelena de Fos
, filla de 
Pons de Fos
: 
|
| → 
Pons II
, bisbe de Marsella vers 1008 a 1073 (+1073)
|
| → 
Guillem III de Marsella
 (+1085)
|
| → 
Aicard de Marsella
, vescomte d'
Arle
 i de 
Marsella

|
| → 
Aimerude de Marseille
 
| x 
Francon de Fréjus

|
| → 
Jofre I de Marsella
```

- Guillem de Marsella (vers 935-1004) porte per primer cop el títol de vescomte el 977. Casat en primeres noces amb Bililda filla d'Arlulf de Marsella i en segones noces amb Ermengarda d'Arle (vers 982-1049), filla d'Ail·ló, vescomte d'Arle[14]
  - Pons I de Marsella (vers 950-1015), bisbe de Marsella 977-1008 (+1015)
  - Guilleme II de Marsella (vers 952-1031), vescomte vers 1004 a 1031
  - Folc de Marseille (vers 955-1047?), porta el títol de vescomte (indivís?), casat vers 1005 amb Odila de Vence, hauria tingut una filla casada amb el comte de Luna.
  - Bililda (vers 960-1036) casada abans de 1087 amb Adalelm d'Avinyó, judge (Judex Provinciae) a Avinyó el 1002, fill d'Adalbert, judge de Provence a Avinyó i de Teucida de Vence (ancestre de la casa de Sabran)
  - (hipotètic) Arlulf, senyor de Pierrefeu, origen dels senyors de Garéoult, Signes i La Garde.[15]
  - (segon matrimoni) Astruda (vers 995-1055), casada el 1004 a Lambert, senyor de Vence, anomenat Barbeta, fill d'Amic de Vence i de Belletruda. Hi ha la hipòtesi que una vegada vídua es va tornar a casar a son cosí germà Guiu de Fos, fill de Pons de Fos (vers 945-1025) i de Profecta de Marignan, i haurien tingut cinc fills (Pons, Guillem, Guiu, Amiel i Rostan de Fos, el darrer arquebisbe d'Ais de Provença del 1056 al 1085).
- (hipòtetic del segon matrimoni) Aicard, mort abans de 1008.

#### Successió de Guillem II
- Guillem II de Marsella el Gros, vescomte (títol compartit amb el seu germà Folc va morir el 1031; es va casar el 999 amb Acelena de Fos, fille de Pons de Fos fou el pare de 8 fills en aquest matrimoni i de 4 més amb la segona esposa Estebaneta o Estefania dels Baus (casat el 1019). Va morir vers 1031

- - Pons II de Marsella, bisbe de Marsella 1008-1073 (+ 1073)
  - Guillem III de Marseille vescomte vers 1005-1050
  - Aicard de Marsella, vescomte d'Arle i de Marsella
  - Aimeruda de Marsella casada a Francó de Fréjus
  - Jofre I de Marseille, vescomte indivís
  - Folc
  - Garsenda
  - (del primer o segon matrimoni) Leogarda de Marsella, casada el 1023 amb Alfant I, vescomte de Mézoargue.
  - Esteve, mort jove
  - Bertran, mort jove
  - Peret anomenat Saumade tronc dels senyors de Solliès
  - Estebaneta o Estefania de Marsella, casada a Jofre I de Provence

#### Successió de Jofre I
- Jofre es va casar amb Rixinda i va tenir vuit fills dels quals interessen tres:

- - Aicard d'Arle, arquebisbe d'Arle el 1070, mort vers 1113.
  - Hug Jofre I, vescomte + 1128
    - Ramon Jofre, vescomte + 1156
      - Hug Jofre II vescomte +1213
        - Alsàcia, vescomtessa titular + 1228 (drets als Baus)
        - Jofre + 1238
        - Ramon Jofré (III) +1234

      - Ramon Jofre II, vescomte + 1217
        - Jofre +1237
        - Bergundió +1246

  - Pons de Peynier, vescomte (+ abans de 1131)
    - Hug Jofre, vescomte + 1150)
      - Guillem IV +1188
      - Hug Jofre III + 1194
      - Ramon Jofre +1192
      - Rosseló o Roncelí +1215